# Benetton

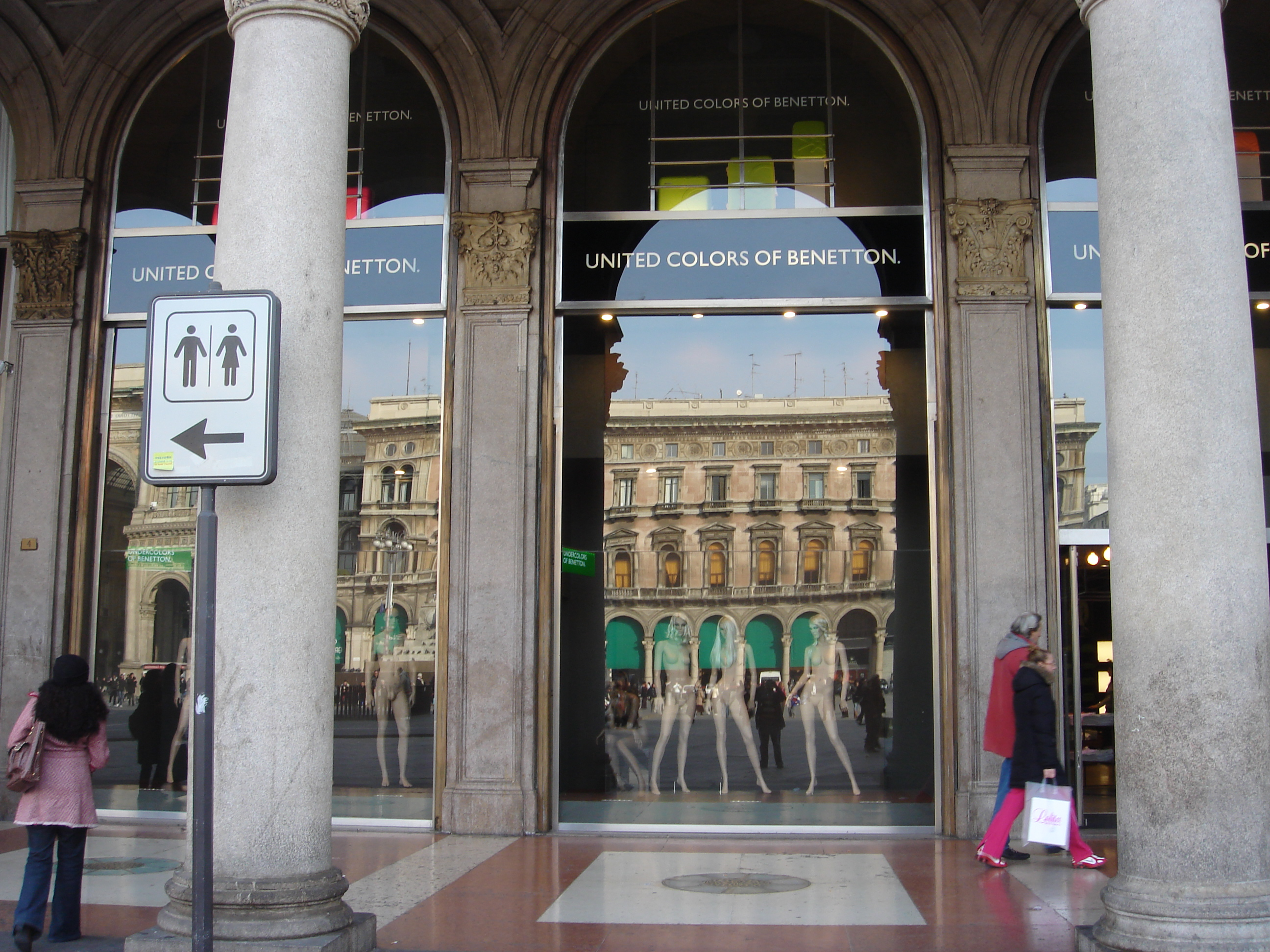
Benetton-winkel in Milaan

Benetton Group SpA is een Italiaanse kledingfabrikant. Het bedrijf werd in 1965 opgericht in Ponzano Veneto door de broers Luciano, Gilberto en Carlo Benetton en hun zus Giuliana. In 1968 werd in Parijs hun eerste buitenlandse filiaal geopend. In 1980 volgde New York, waarna Tokio volgt (1982). Het merk is vooral bekend van zijn reclames: schokkende foto's met daaronder de tekst United Colors of Benetton.

## Aandeelhouder
Benetton is voor 100% in handen van Edizione Holding, de investeringsmaatschappij van de familie. In 2013 bedroeg de omzet van Benetton 1,6 miljard euro, waarvan 60% buiten Italië werd behaald. Het leed in datzelfde jaar een verlies van 199 miljoen euro, na een winst van 24 miljoen euro in 2012. Het grote verlies in 2013 was vooral een gevolg van incidentele lasten.  
Via Edizione heeft de familie Benetton verder belangen in onder andere de Italiaanse snelwegen (Autostrade via de holding Sintonia en het beursgenoteerde Atlantia), Autogrill (in Nederland eigenaar van AC Restaurants) alsmede luchthavens zoals World Duty Free en Aeroporti di Roma.
In maart 2015 verkocht Edizione haar 50,1% aandelenbelang in World Duty Free aan het Zwitserse Dufry voor 1,3 miljard euro.

## Geschiedenis
Giuliana Benetton begon op haar vijftiende met het breien van truien in dienst van een lokaal bedrijf. Haar oudere broer Luciano zag toekomst in de activiteiten van zijn zus en besloot de truien op de fiets te gaan verkopen aan textielbedrijven. Later begonnen ook de twee andere broers Gilberto en Carlo zich ermee te bemoeien en dit resulteerde erin dat de familie Benetton uiteindelijk in 1965 haar eerste winkel wist te openen in Belluno. 

## Economische ontwikkeling
Het familiebedrijf ontstond in een gunstige periode omdat ook de Italiaanse textielsector profiteerde van het Italiaans economisch wonder in de jaren zestig van de twintigste eeuw. In de jaren zeventig kreeg Benetton het zwaarder te verduren. Het particuliere bedrijfsleven kwam in de problemen en moest daarom worden geïndustrialiseerd en gereorganiseerd. Desondanks wist Benetton hier goed bovenop te komen. In de jaren tachtig kreeg de textielsector het weer moeilijk vanwege onder andere de zware staatsschuld aan het buitenland. Benetton schakelde over op andere methoden. Het productieproces werd vereenvoudigd en naar het buitenland verplaatst. In de jaren tachtig/negentig had het bedrijf een goede concurrentiepositie op de internationale markt door innovatieve en hoogwaardige producten zoals design. Ondanks de sterke concurrentie uit Zuidoost-Azië heeft Benetton haar marktpositie weten te handhaven. De modebranche presteerde uitzonderlijk goed en Benetton wist de concurrentie vanuit Azië te trotseren. Ook na 1993 bleef het goed gaan met het bedrijf vanwege een nieuw handelsoverschot na de devaluatie van de lire in 1992. 

## Het familiebedrijf en Benetton
In Italië zijn veel familiebedrijven actief in de textiel. Toegang tot kapitaal om uit te breiden of te investeren is een probleem, tot in de jaren negentig de sector zijn kracht vond in het moleculair kapitalisme, de samenwerking van kleine bedrijfjes. Ook verzamelen de bedrijven binnen de sector zich in industriële districten. Inzet, inventiviteit en samenwerking met andere bedrijven in de sector, maar ook het ontduiken van belasting, zijn factoren van succes. Het familiebedrijf is uitgegroeid tot een multinational met ruim 5000 winkels wereldwijd.

## Merken
- United Colors of Benetton
- Killer Loop
- Playlife
- Sisley
- Benetton sponsort basketbal- en rugbyteams. Verder had het bedrijf van 1986 tot 2001 een eigen Formule 1-team: Benetton Formula.